# کیکه فولبه
کیکه فولبه شهری در شهرستان بورزانگا در استان بام در بورکینافاسوی شمالی است و جمعیت آن ۱۲۵ نفر است.